# ماکسیم سیرو
ماکسیم سیرو (به فرانسوی: Maxime Siroux)
(زاده ۲۵ اکتبر ۱۹۰۷ – متوفی ۲۶ ژانویه ۱۹۷۵) کارشناس معماری از فرانسه و از اولین استادان دانشکده هنرهای زیبا در دانشگاه تهران بود.
وی نخست در هیئت اعزامی موزه لوور فرانسه برای عملیات شناسایی آثار تاریخی به ایران آمد. او در طول این مدت از همکاران نزدیک آندره گدار، ریاست اداره عتیقات ایران، به‌شمار می‌آمد. حاصل این همکاری کتاب «آثار ایران» بود.
وی با پیشنهاد آندره گدار André Godard به وزیر معارف وقت، جهت تهیه نقشه‌های جامع، نقشه‌های اجرایی، طرحهای فنی و همچنین نظارت بر امور ساختمانی دانشگاه تهران و موزه ایران باستان استخدام گردید.

## آثار
گسترهٔ آثار سیرو چه از لحاظ تنوع سبک و چه از لحاظ حجم چشمگیر است. آثار مهم او عبارتند از: ساختمان کتابخانه مدرسه عالی سپهسالار (مدرسه عالی و دانشگاه شهید مطهری)،‌مجتمع دانشکده پزشکی، علوم و چندین دانشکده دانشگاه تهران، کتابخانه ملی ایران، بخش‌های الحاقی به موزه ایران باستان، چند بنای یادبود و بیمارستان و مدرسه و کارخانه و هتل، ویلا برای چندین وزیر و مقام بالای دولتی و همچنین مدارس و بناهای آموزشی در شهرستانها مانند مدرسه ایرانشهر یزد که با همکاری آندره گدار طراحی و ساخته شد.
- دبیرستان پهلوی بروجرد